# Rude Boy (Rihanna)
Rude Boy is een nummer van de Barbadiaanse zangeres Rihanna. Het nummer uitgebracht als de tweede single van haar vierde studioalbum Rated R. Het nummer is geschreven door StarGate, Pendulum-zanger Rob Swire, Ester Dean, Makeba Riddick en Rihanna zelf en geproduceerd door de twee eerstgenoemden. De videoclip was bij de MTV Video Music Awards genomineerd voor de prijs voor de video van het jaar.

## Hitnoteringen
| Hitnotering: 06-03-2010 t/m 12-07-2010 | Hitnotering: 06-03-2010 t/m 12-07-2010 | Hitnotering: 06-03-2010 t/m 12-07-2010 | Hitnotering: 06-03-2010 t/m 12-07-2010 | Hitnotering: 06-03-2010 t/m 12-07-2010 | Hitnotering: 06-03-2010 t/m 12-07-2010 | Hitnotering: 06-03-2010 t/m 12-07-2010 | Hitnotering: 06-03-2010 t/m 12-07-2010 | Hitnotering: 06-03-2010 t/m 12-07-2010 | Hitnotering: 06-03-2010 t/m 12-07-2010 | Hitnotering: 06-03-2010 t/m 12-07-2010 | Hitnotering: 06-03-2010 t/m 12-07-2010 | Hitnotering: 06-03-2010 t/m 12-07-2010 | Hitnotering: 06-03-2010 t/m 12-07-2010 | Hitnotering: 06-03-2010 t/m 12-07-2010 | Hitnotering: 06-03-2010 t/m 12-07-2010 | Hitnotering: 06-03-2010 t/m 12-07-2010 |
| Week:                                  | 1                                      | 2                                      | 3                                      | 4                                      | 5                                      | 6                                      | 7                                      | 8                                      | 9                                      | 10                                     | 11                                     | 12                                     | 13                                     | 14                                     | 15                                     |                                        |
| -------------------------------------- | -------------------------------------- | -------------------------------------- | -------------------------------------- | -------------------------------------- | -------------------------------------- | -------------------------------------- | -------------------------------------- | -------------------------------------- | -------------------------------------- | -------------------------------------- | -------------------------------------- | -------------------------------------- | -------------------------------------- | -------------------------------------- | -------------------------------------- | -------------------------------------- |
| Positie:                               | 31                                     | 24                                     | 15                                     | 12                                     | 12                                     | 12                                     | 9                                      | 9                                      | 10                                     | 10                                     | 11                                     | 15                                     | 21                                     | 25                                     | 37                                     | uit                                    |

| Hitnotering: 06-03-2010 t/m 12-07-2010 | Hitnotering: 06-03-2010 t/m 12-07-2010 | Hitnotering: 06-03-2010 t/m 12-07-2010 | Hitnotering: 06-03-2010 t/m 12-07-2010 | Hitnotering: 06-03-2010 t/m 12-07-2010 | Hitnotering: 06-03-2010 t/m 12-07-2010 | Hitnotering: 06-03-2010 t/m 12-07-2010 | Hitnotering: 06-03-2010 t/m 12-07-2010 | Hitnotering: 06-03-2010 t/m 12-07-2010 | Hitnotering: 06-03-2010 t/m 12-07-2010 | Hitnotering: 06-03-2010 t/m 12-07-2010 | Hitnotering: 06-03-2010 t/m 12-07-2010 | Hitnotering: 06-03-2010 t/m 12-07-2010 | Hitnotering: 06-03-2010 t/m 12-07-2010 | Hitnotering: 06-03-2010 t/m 12-07-2010 | Hitnotering: 06-03-2010 t/m 12-07-2010 | Hitnotering: 06-03-2010 t/m 12-07-2010 |
| Week:                                  | 1                                      | 2                                      | 3                                      | 4                                      | 5                                      | 6                                      | 7                                      | 8                                      | 9                                      | 10                                     | 11                                     | 12                                     | 13                                     | 14                                     | 15                                     |                                        |
| -------------------------------------- | -------------------------------------- | -------------------------------------- | -------------------------------------- | -------------------------------------- | -------------------------------------- | -------------------------------------- | -------------------------------------- | -------------------------------------- | -------------------------------------- | -------------------------------------- | -------------------------------------- | -------------------------------------- | -------------------------------------- | -------------------------------------- | -------------------------------------- | -------------------------------------- |
| Positie:                               | 32                                     | 24                                     | 15                                     | 25                                     | 23                                     | 24                                     | 23                                     | 28                                     | 24                                     | 25                                     | 40                                     | 48                                     | 55                                     | 64                                     | 73                                     | uit                                    |

| Hitnotering: 06-03-2010 t/m 19-07-2010 | Hitnotering: 06-03-2010 t/m 19-07-2010 | Hitnotering: 06-03-2010 t/m 19-07-2010 | Hitnotering: 06-03-2010 t/m 19-07-2010 | Hitnotering: 06-03-2010 t/m 19-07-2010 | Hitnotering: 06-03-2010 t/m 19-07-2010 | Hitnotering: 06-03-2010 t/m 19-07-2010 | Hitnotering: 06-03-2010 t/m 19-07-2010 | Hitnotering: 06-03-2010 t/m 19-07-2010 | Hitnotering: 06-03-2010 t/m 19-07-2010 | Hitnotering: 06-03-2010 t/m 19-07-2010 | Hitnotering: 06-03-2010 t/m 19-07-2010 | Hitnotering: 06-03-2010 t/m 19-07-2010 | Hitnotering: 06-03-2010 t/m 19-07-2010 | Hitnotering: 06-03-2010 t/m 19-07-2010 | Hitnotering: 06-03-2010 t/m 19-07-2010 | Hitnotering: 06-03-2010 t/m 19-07-2010 | Hitnotering: 06-03-2010 t/m 19-07-2010 |
| Week:                                  | 1                                      | 2                                      | 3                                      | 4                                      | 5                                      | 6                                      | 7                                      | 8                                      | 9                                      | 10                                     | 11                                     | 12                                     | 13                                     | 14                                     | 15                                     | 16                                     |                                        |
| -------------------------------------- | -------------------------------------- | -------------------------------------- | -------------------------------------- | -------------------------------------- | -------------------------------------- | -------------------------------------- | -------------------------------------- | -------------------------------------- | -------------------------------------- | -------------------------------------- | -------------------------------------- | -------------------------------------- | -------------------------------------- | -------------------------------------- | -------------------------------------- | -------------------------------------- | -------------------------------------- |
| Positie:                               | 23                                     | 11                                     | 8                                      | 8                                      | 7                                      | 4                                      | 4                                      | 3                                      | 5                                      | 7                                      | 10                                     | 11                                     | 26                                     | 28                                     | 39                                     | 46                                     | uit                                    |